# 武阳镇 (瑞金市)
武阳镇，是中华人民共和国江西省赣州市瑞金市下辖的一个乡镇级行政单位。

## 行政区划
武阳镇下辖以下地区：
竹杨社区、安富村、石阔村、国兴村、武阳村、罗石村、凌田村、陈布村、下洲村、龙门村、龙江村、中赖村、粟田村和珠坑村。